# Excelência
Excelência (do latim excellentia) é o estado ou qualidade de excelente, muito bom e de grandeza.
Como título honorífico foi originário da corte de Bizâncio.
Primitivamente era atribuído apenas aos imperadores e aos príncipes de sangue. Quando estes substituíram este título pelo de alteza, o de excelência foi dado a todos aqueles que, sem serem príncipes, estavam revestidos de altas dignidades.
Depois de 1834, em Portugal, com o liberalismo, ainda o uso o restringiu bastante nos homens, generalizando-o às senhoras. Depois generalizou-se a todas as pessoas da alta-sociedade. Por fim, com a implantação da República caiu socialmente no desuso e hoje voltou ao ínicial de ser uma actribuição quase apenas das altas dignidades eclesiásticas.

## Modelo de excelência empresarial
A excelência é considerada como um valor por muitas organizações, em particular por escolas e outras instituições de ensino, e um objetivo a ser perseguido.
A EFQM é a entidade europeia responsável pelo Modelo de Excelência, o qual ao longo dos últimos vinte anos, tem sido uma estrutura de suporte para organizações europeias e de todo o mundo, desenvolverem uma cultura de excelência, acederem a boas práticas, conduzirem a inovação e melhorarem os seus resultados 
Esse modelo desenvolvido pela EFQM, inspirador da CAF , é uma ferramenta prática que visa posicionar as organizações no caminho para a Excelência, ajudando-as a compreender as suas lacunas e a estimular a identificação de soluções no sentido da melhoria contínua.